# Paridris pachmarhicus
Paridris pachmarhicus är en stekelart som först beskrevs av Sharma 1978.  Paridris pachmarhicus ingår i släktet Paridris och familjen Scelionidae. Inga underarter finns listade i Catalogue of Life.